# 南京林业大学南方学院
南京林业大学南方学院，是南京林业大学举办的普通全日制本科公有民办二级学院，本部位于南京市南京林业大学校内，2010年开始逐步搬迁至淮安校区。南京林业大学南方学院已经在2017年停止招生，而2016年的最后一届学生将于2020年毕业，届时学校将不复存在。

## 历史
- 1999年，批准成立，为公有民办二级学院。
- 2010年，淮安校区成立，学校将逐步搬迁至淮安校区。
- 2017年6月10日，南京林业大学淮安校区正式揭牌成立，南方学院停止招生。两者之间没有继承关系。

## 专业设置
- 语言文学系
- 艺术系
- 生物与环境科学系
- 材料与热能工程系
- 机电工程系
- 计算机应用工程系
- 交通与土木工程系
- 化学工程系
- 林学系
- 风景园林系
- 经济管理系